# أدهم النقيب
أدهم النقيب طبيب مصري، هو ابن الطبيب أحمد النقيب الطبيب الملكي الخاص للملك فاروق وأسرته والذي وُلد على يديه الملك أحمد فؤادن الثاني حيث تزوجها عام 1954م بعد طلاقها من فاروق مباشرة.